# Іконников Анатолій Васильович
Анато́лій Васи́льович Іко́нников (нар. 22 червня 1941, Київ — пом. 15 березня 2008, Київ) — український художник театру, живописець. Член Національної спілки художників України (1982).

## Життєпис
1967 — закінчив Київський художній інститут (викладачі С. І. Грош і В. І. Касіян).
З 1974 — головний редактор відділу кіноплакату «Укррекламфільм».
З 1985 — художник Київського комбінату монументально-декоративного мистецтва.
Працював у галузі живопису (портрет, пейзаж) та сценографії. Також створював емалі, монументальні мозаїки.
1998 року в м. Спа (Бельгія) була організована його персональна виставка.
Був одружений з народною артисткою України і СРСР балериною Валентиною Калиновською.

## Твори
- «В. Калиновська. Партія Кармен» (1995)
- «Російський балет очима японців» (1996)
- «В. Калиновська. Партія Кітрі в балеті „Дон Кіхот“ Л. Мінкуса» (1998)
- «Ісус Христос» (2000)

## Оформлення балетів
В Національному театрі опери та балету України імені Тараса Шевченка оформив такі балети як:
- «Русалонька» О. Костіна (1993)
- «Чіполліно» К. Хачатуряна (1995)
- «Віденський вальс» Й. Штрауса (2001)
- «Даніела» М. Чемберджі (2006)